# Yamaha PW50
Die Yamaha PW50 (auch unter der Bezeichnung Pee Wee, Peewee und YZinger bekannt) ist ein Motorrad des japanischen Motorradherstellers Yamaha, das seit 1980 und bis heute technisch kaum verändert gebaut wird.

## Geschichte
Die Entwicklung der PW50 begann Anfang 1979 durch den Yamaha Ingenieur und Fahrzeugentwickler Takashi Matsui, der bereits ab den 1960er Jahren verschiedene Rennmotorräder wie beispielsweise die Yamaha YZR500 für die 500-cm³-Klasse der Motorrad-Weltmeisterschaft entwickelt hatte. Ursprünglich hatte das Modell die Bezeichnung Yamaha YZinger PW50H, was später auf PW50 gekürzt wurde. Die ersten YZinger kosteten 439 US-Dollar. Der Preis des 2025er Modells liegt bei etwa 2.300 Euro. Yamaha erwartete 1980 einen Absatz von etwa 8.000 Fahrzeugen, verkaufte aber in diesem Jahr bereits 17.000. Im folgenden Jahr stieg der Absatz auf 33.000 Fahrzeuge. Bis heute wurden mehr als 400.000 Stück der PW50 gebaut. 

## Zielgruppe und Verwendung

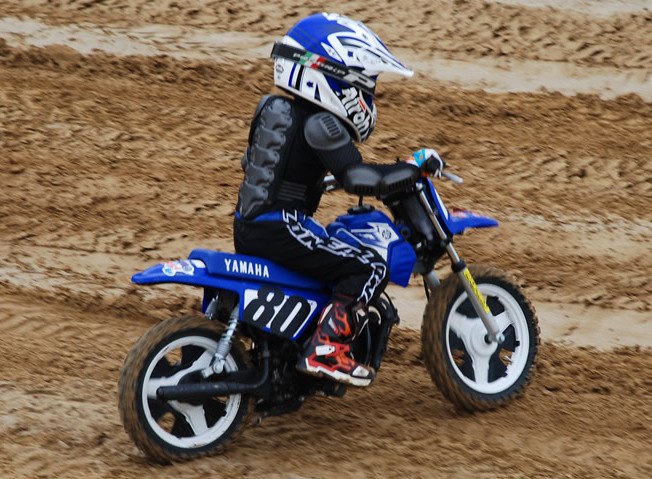
PW50 Baujahr etwa 2000er Jahre

Die PW50 hat in Deutschland keine Betriebserlaubnis für den öffentlichen Straßenverkehr, ist für diesen auch nicht zulassungsfähig und ist in keine Fahrzeugklasse der deutschen Straßenverkehrs-Zulassungs-Ordnung eingestuft. Yamaha entwickelte das Motorrad für Kinder ab einem Alter von etwa 5 Jahren. Durch die hohe Verarbeitungsqualität und Haltbarkeit ist sie für den Einstieg in den Motorsport geeignet und kann auch in Motorsportwettbewerben eingesetzt werden.
Viele spätere Wettkampffahrer im Speedway, Motorradstraßenrennen-, Motocross und Enduro wie beispielsweise Nicky Hayden, Stephanie Laier, Tanja Schlosser, Philipp Steinmayr oder Peter Lenz stiegen sehr früh mit einer PW50 in den Motorsport ein und fuhren ihre ersten Rennen damit.
Ab 1982 war die PW50 bei den Loretta Lynn's Amateur Championships (heute The Monster Energy AMA Amateur National Motocross Championship) teilnahmeberechtigt und war dort bis 1993 ohne Unterbrechung das jeweilige Motorrad des Siegers in der 50-cm³-Klasse mit insgesamt 36 Titeln. Verschiedene Rennserien wie beispielsweise die DMSB-Bahnsport-Meisterschaften oder die Deutsche Jugendförderung Motorsport haben noch vor der eigentlichen 50-cm³-Klasse, bei der die Fahrer etwa 6 Jahre alt sind, eine PW50 Klasse, wo die Fahrer schon bereits ab 4 Jahren fahren.

## Technik
Die PW50 hat einen bis zu 3 PS starken 49 cm³ Zweitaktmotor mit Getrenntschmierung und dem notwendigen separaten Tank für das Zweitaktöl. Die Kraft der Kurbelwelle wird über eine nasslaufende automatische Fliehkraftkupplung an das Getriebe übertragen. Der Auspuff ist für den Einatzzweck auf unbefestigtem Gelände hochgelegt und mit einem Hitzeschutzschild verkleidet. Der Motor wird über einen Kickstarter gestartet, wofür zuvor der am Lenker befindliche Schalter auf Start gestellt werden muss. Über diesen Schalter wird ebenfalls über die Stellung Run eingekuppelt und das Motorrad kann in Bewegung gesetzt werden. Die Kraftübertragung erfolgt über einen Kardanantrieb auf 10 Zoll-3-Speichen-Stahlfelgen. Durch die Automatikkupplung gibt es keinen Kupplungshebel; die beidseitig am Lenker angebrachten Hebel wirken jeweils auf die Vorder- und Hinterradbremse, die als Trommelbremsen ausgeführt sind. Der Tank der PW50 fasst 2 Liter.
Die PW50 ist nur etwa 1,20 Meter lang, 60 Zentimeter breit und 70 Zentimeter hoch und kann in jedem handelsüblichen Kombi transportiert werden. Das fahrfertige Gewicht liegt, je nach Baujahr, zwischen 39 kg und 41 kg; die Sitzhöhe bei etwa 48 Zentimeter.
Entsprechend der vorhandenen Fahrerfahrung der Kinder kann an der PW50 die Höchstgeschwindigkeit von etwa 40 km/h über einen einstellbaren Gasanschlag reguliert werden. Mit komplett herausgedrehter Gasanschlagschraube und der werksseitig verbauten, zur möglichen Demontage vorbereiteten, Durchfluss-Reduktionsplatte im Krümmer steht die volle Leistung, des aus dem Kleinkraftrad Yamaha QT50 stammenden Motors, zur Verfügung.
Das farbliche und grafische Design der Modelle ab 2009 orientiert sich an den Motocross Wettbewerbsmaschinen der Yamaha YZ Reihe.